# Stazione ferroviaria

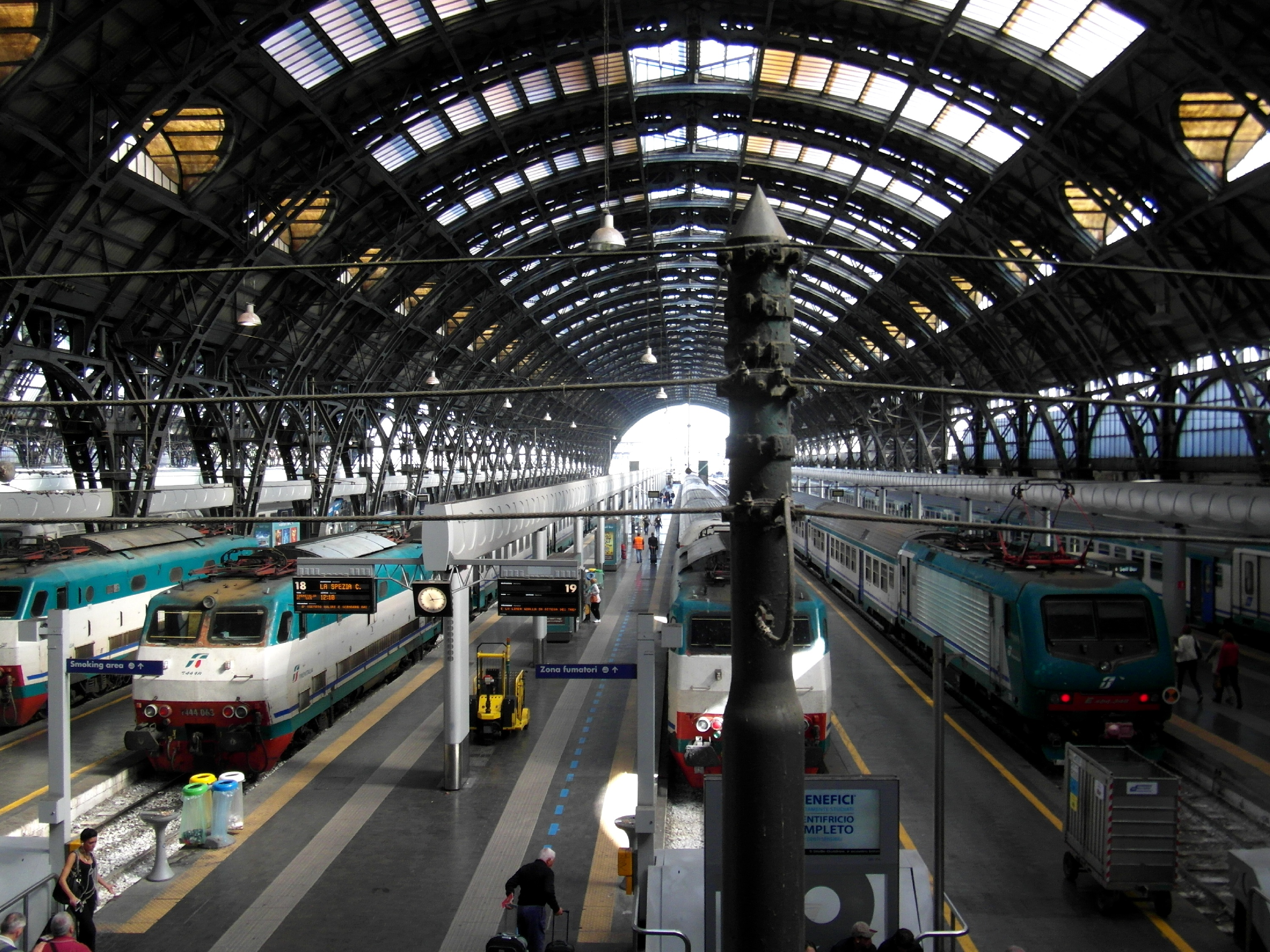
La stazione di Milano Centrale.

Una stazione ferroviaria è una località di servizio, delimitata da segnali di protezione, in cui avvengono le operazioni di movimento dei treni (precedenze, deviazioni o incroci) e l'accesso alla rete ferroviaria dei viaggiatori e delle merci.
Nelle stazioni si svolgono le attività che riguardano i passeggeri (arrivi e partenze), le merci (spedizione e ricevimento), l'esercizio ferroviario (movimento e manutenzione dei rotabili).
Dal punto di vista impiantistico, una stazione ferroviaria è dotata di almeno due binari e uno scambio, per avere la possibilità di effettuare incroci o precedenze fra treni e di comporre e scomporre i convogli ferroviari.

## Storia

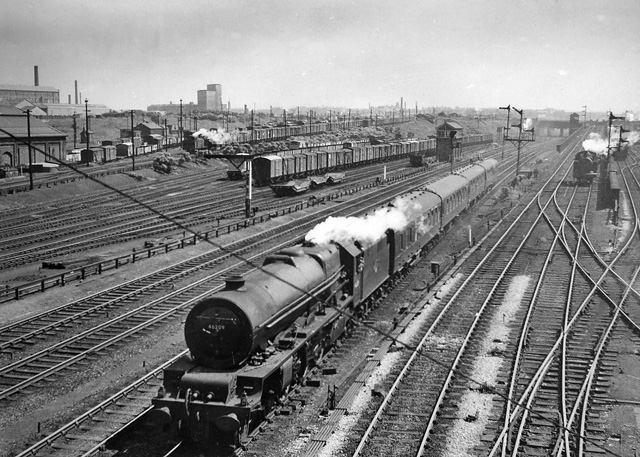
Stazione di Edge Hill a Liverpool.

La stazione di Edge Hill a Liverpool nel Regno Unito è la più vecchia stazione ferroviaria tuttora in uso, essendo stata inaugurata il 15 settembre 1830.

## Caratteristiche
La scelta del tipo di stazione è un problema tradizionalmente affrontato nella tecnica ferroviaria e nella disciplina urbanistica. Dal punto di vista urbanistico la stazione di testa è da preferirsi in quanto limita la divisione in parti della città da parte della ferrovia; dal punto di vista dell'esercizio ferroviario una stazione passante risulta la scelta ottimale: si riducono i tempi di stazionamento dovuti all'inversione di marcia (e all'eventuale sostituzione della locomotiva in testa) e di conseguenza è possibile migliorare l'utilizzazione dei binari, richiedendone un numero minore; minore sarà anche il territorio necessario all'insediamento della stazione. Dal punto di vista dei passeggeri invece, le stazioni passanti riducono i tempi di viaggio e i percorsi a terra tra treni in coincidenza, ma obbligano all'uso di sottopassaggi o passerelle.
Con l'impiego di treni bidirezionali, elettrotreni o treni navetta, i tempi di inversione si sono ridotti sensibilmente rispetto al cambio di locomotiva, permettendo alle stazioni di testa di ridurre il punto a sfavore.

### Ubicazione

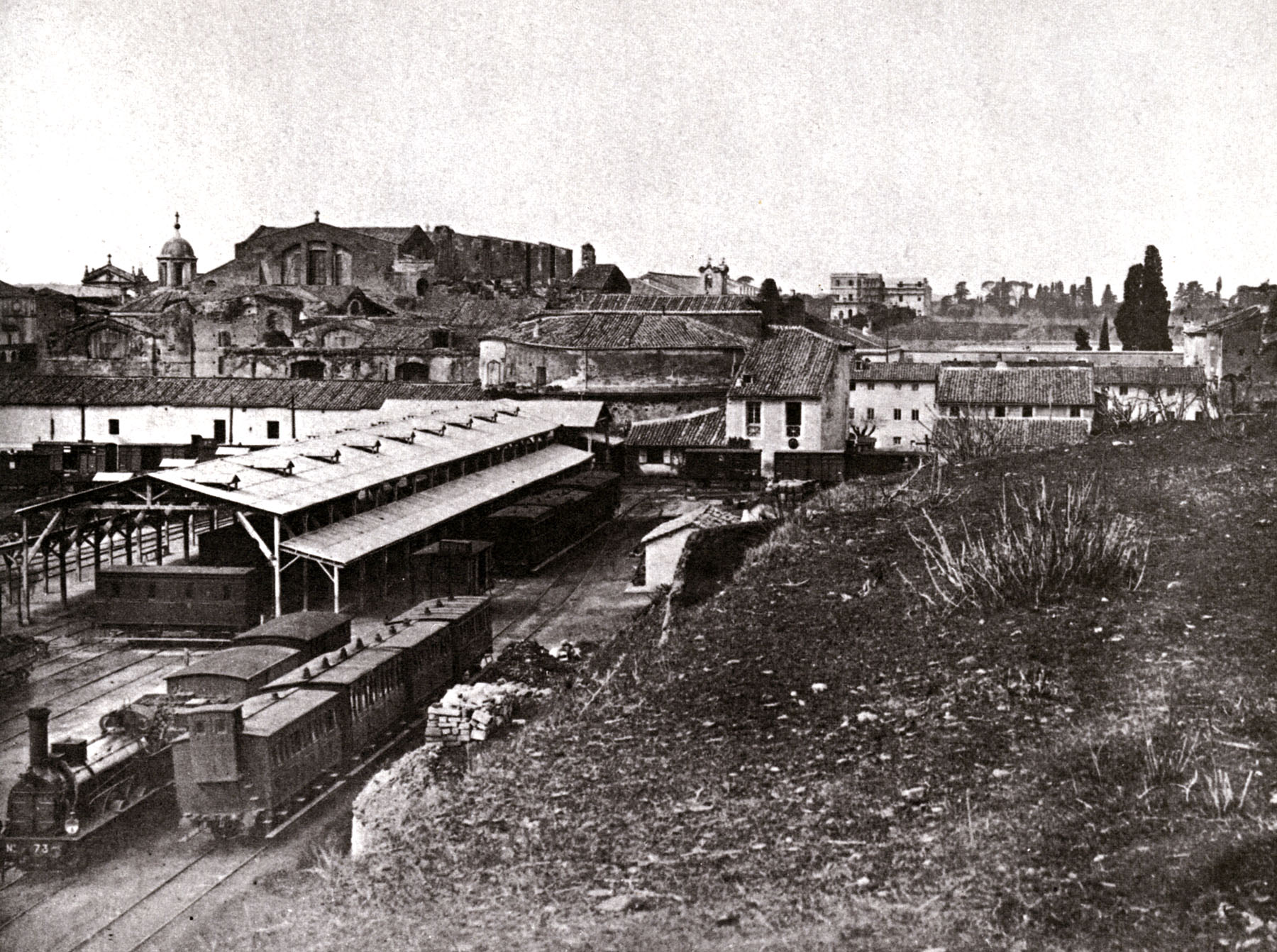
La stazione di Roma Termini in una foto del 1868

In base alla posizione del fabbricato viaggiatori rispetto al fascio principale dei binari si possono distinguere:
- stazioni passanti (o di transito), nelle quali i treni possono arrivare, fermarsi e ripartire senza dover invertire la marcia (flusso di marcia ininterrotto); si dividono in intermedie o nodali;
- stazioni di testa, presso le quali tutti i binari terminano con un respingente e il treno, per poter ripartire, deve invertire la marcia (flusso di marcia interrotto).

Alcune stazioni possono avere una parte di transito e un'altra parte di testa, come ad esempio la stazione di Genova Piazza Principe, fino agli anni '60.

### Tipo di servizio

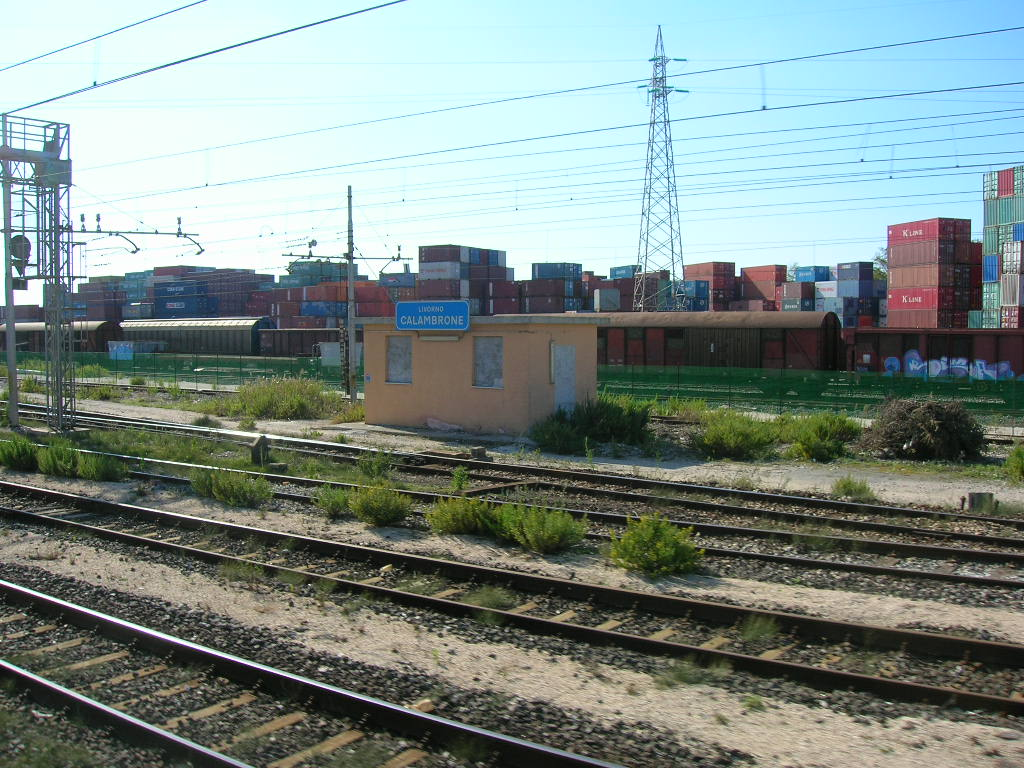
Stazione di Livorno Calambrone, esempio di stazione adibita al solo servizio merci

Le stazioni possono avere diverse funzioni, che possono anche essere raggruppate in un'unica stazione.
- Stazioni per servizio viaggiatori:
  - stazione di transito e fermata;
  - stazione di origine dei treni con parco vetture, rifornimento e pulizia delle carrozze.

- Stazioni per servizio merci:
  - con scalo merci munito di banchine per carico e scarico, composizione e scomposizione treni merci
  - con scalo a solo servizio industriale specifico nei grandi stabilimenti industriali ("scali raccordati")
  - con scalo portuale o stazione marittima per imbarco, sbarco e movimentazione dei treni
  - con fascio di smistamento per la scomposizione e composizione interi treni merci
  - intermodale con attrezzature idonee alla movimentazione e interscambio di container

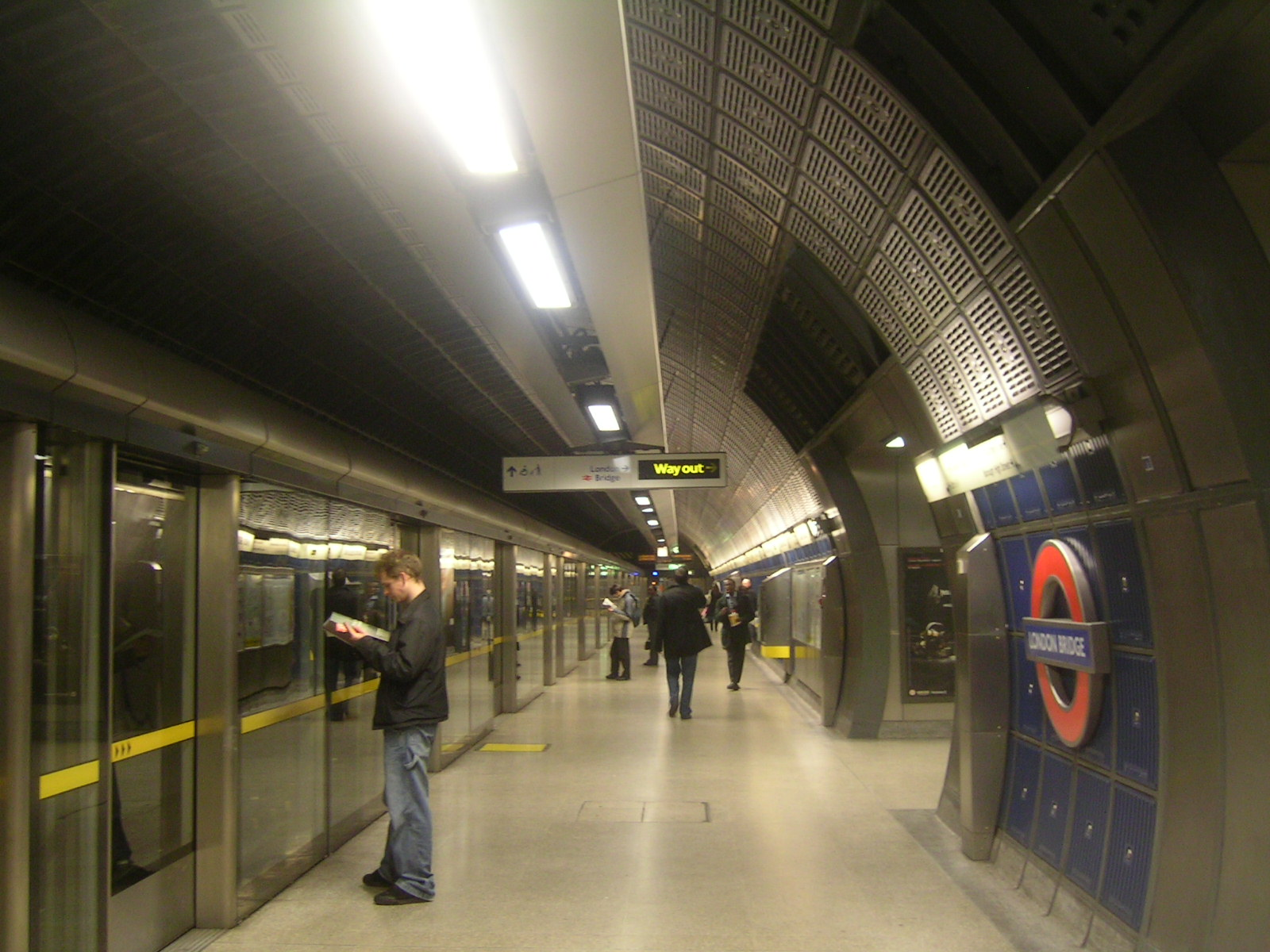
Stazione di London Bridge, nel centro di Londra

- Stazioni per esercizio ferroviario:
  - stazioni per fini di servizio dove si effettuano incroci e precedenze ed operazioni di movimento e non sono accessibili al pubblico (definite posti di movimento).[5] Questi sono la principale categoria dei posti di servizio, che si dividono in altre piccole categorie quali:
    - Posto di comunicazione, località di servizio nella quale due linee parallele o semplicemente i binari di linea si interconnettono tra loro
    - Posto di passaggio, dove la linea dove è sito (generalmente a binario unico) diventa a doppio binario
    - Bivio, località di servizio dalla quale la linea si dirama in due o più linee differenti
    - Posto tecnologico, situato generalmente sulle linee ad alta velocità, è l'equivalente di un normale PM ma è stato privato dei deviatoi e di eventuali binari di ricovero

- Stazione di confine, dove si svolgono essenzialmente operazioni doganali

### Movimento

#### Stazione impresenziata
Normalmente una stazione è presidiata da un Dirigente Movimento (capostazione), che è la figura che ha il compito di gestire in sicurezza la circolazione all'interno della stazione e sulle linee afferenti.
Non è strettamente necessaria la presenza fisica del Dirigente Movimento nell'ambito della stazione, che può anche essere comandata a distanza; si parla in questo caso di telecomando. Ciò avviene quando gli apparati di sicurezza della stazione vengono attivati da comandi azionati dal dirigente movimento di un'altra stazione, che può essere quella più vicina, oppure provenienti da appositi impianti di telecomando operati dal Dirigente Centrale Operativo.

#### Stazione disabilitata
Si parla di stazione disabilitata quando essa è temporaneamente inibita al movimento. Questo vuol dire che i deviatoi presenti non sono manovrabili, bloccati in posizione per il corretto tracciato (o per l'indipendenza) da appositi attrezzi posti sul terreno (fermascambi) oppure dal blocco degli apparati di sicurezza. La stazione assume quindi le caratteristiche di fermata dove non sono possibili spostamenti dei treni da un binario a un altro. In caso di necessità rimane la possibilità di riabilitare la stazione facendola presenziare da un Dirigente Movimento permettendole di operare al movimento.

#### Fermata
Assimilabili alle stazioni sono inoltre le fermate, particolari località di servizio pubblico per viaggiatori solitamente poste su un binario o su due binari passanti, quando la linea è a doppio binario, possono essere poste in piena linea o nell'ambito di una località di servizio. Tali località non intervengono nel distanziamento dei treni, i quali non vi effettuano e non possono effettuarvi incroci o precedenze. Se munite di scambi questi debbono essere immobilizzati con dispositivi appositi e/o vincolati all'aspetto dei segnali se presenti. Di regola l'infrastruttura delle fermate è essenziale e spesso priva di servizi accessori.

#### Assuntoria
Particolare tipo di stazione operativa in Italia atta all'accesso dei viaggiatori ed eventualmente delle merci, retta dall'assuntore, un agente di servizio che assumeva tutte le incombenze del capostazione eccetto quelle relative al movimento ferroviario e alla circolazione dei treni.

## Primati mondiali

### Altitudine massima
| Nº | Stazione          | Altitudine | Nazione     | Linea                           |
| -- | ----------------- | ---------- | ----------- | ------------------------------- |
| 1  | Tanggula          | 5068 m     | Cina        | Pechino-Lhasa                   |
| 2  | Ticlio            | 4829 m     | Perù        | Lima-Huancayo                   |
| 3  | Cóndor            | 4786 m     | Bolivia     | Rio Mulatos-Potosí              |
| 4  | La Raya           | 4313 m     | Perù        | Cuzco-Lago Titicaca             |
| 5  | Pikes Peak Summit | 4301 m     | Stati Uniti | Manitou and Pike's Peak Railway |